# Альфен (Випперфюрт)
Альфен (нем. Alfen) — отдельное небольшое поселение города Випперфюрт (район Обербергиш, административный округ Кёльн, земля Северный Рейн-Вестфалия, Германия).

## Положение и описание
Альфен расположен к юго-западу от Випперфюрта на границе с коммуной Линдлар. Соседние поселения: Пеффековен, Бергхаузен, Бюхель и Нидербеннинграт.
В политическом плане это поселение представлено прямым кандидатом в избирательном округе 15 (150) Тира в городском совете Випперфюрта.

## История
В 1487 году этот населённый пункт впервые упоминается под названием «Альффен» в ссудных списках для Вильгельма III Бергского. На исторической карте Topographia Ducatus Montani Эриха Филиппа Плённиса, изданной в 1715 году, показаны две усадьбы с пометкой «Альф». Топографическая съемка Рейнской области 1825 года показывает пять отдельных планов земли в ограниченном внутреннем дворе и помечает их как «Альфер». На топографических картах с 1894 по 1896 год используется топоним Альфен.

## Достопримечательности
В поселении и его окрестностях зарегистрирован только один объект, имеющий историческую и культурную значимость. Это придорожный крест из песчаника на пути к Пеффовену, который датируется 1920 годом.

## Общественный транспорт
Альфен связан местным автобусной линии 426 (VRS/OVAG) через остановку «Абцвайг Оммерборн» (Abzweig Ommerborn) с городами Випперфюрт и Бергиш-Гладбах.

## Галереи

Виды Альфена
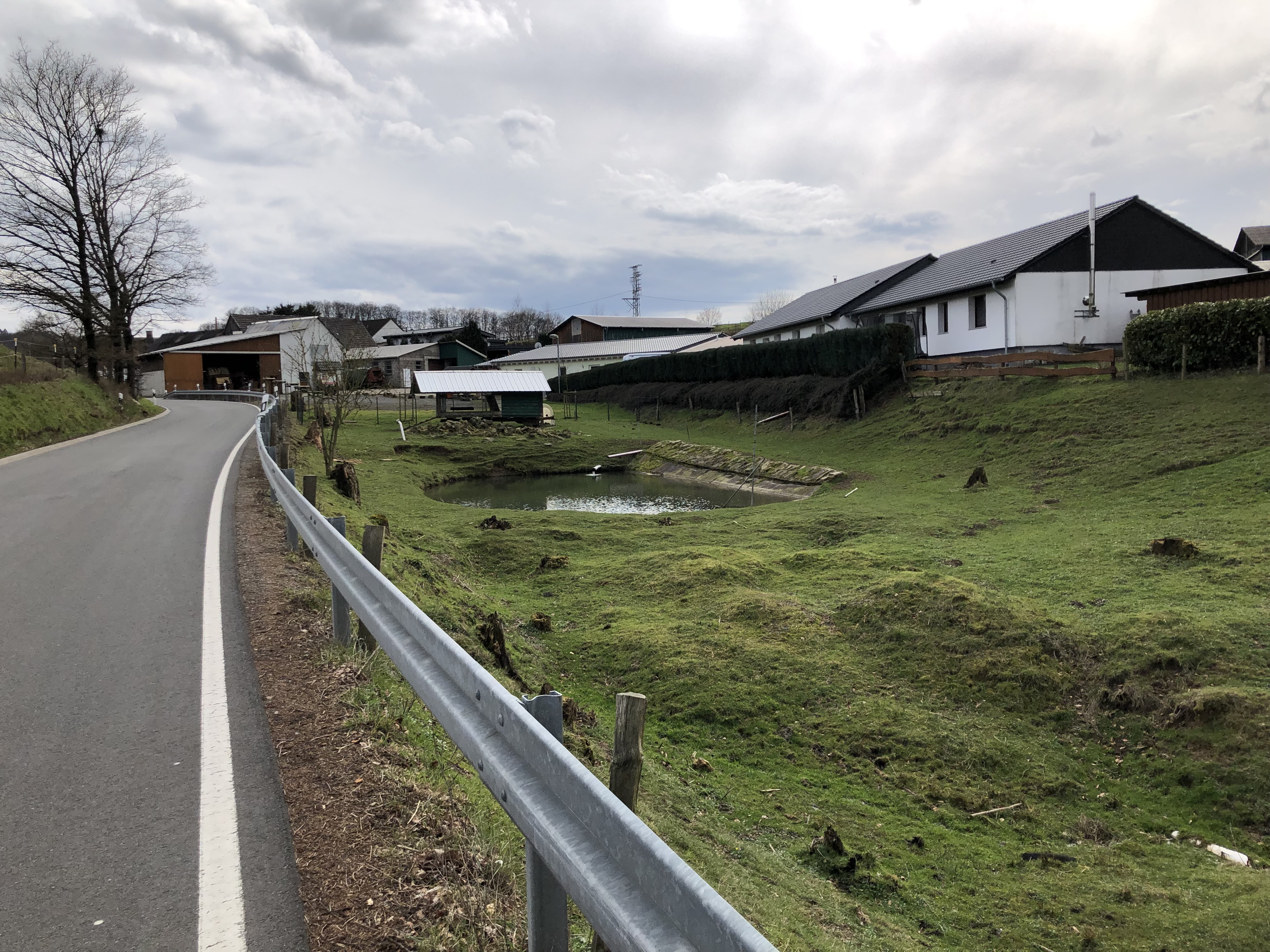
Въезд со стороны Нидербеннинграта
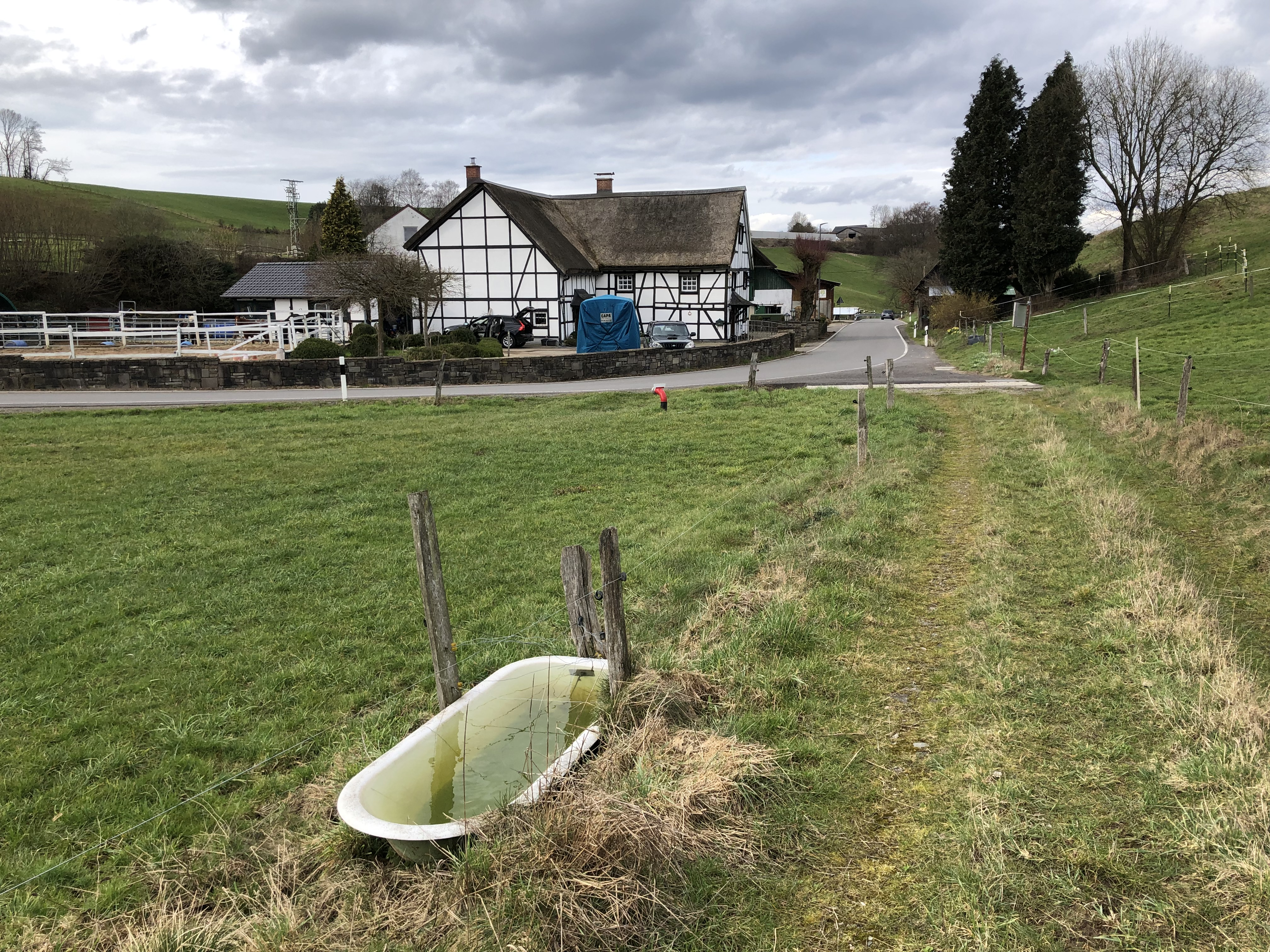
Вид поселения с южной стороны
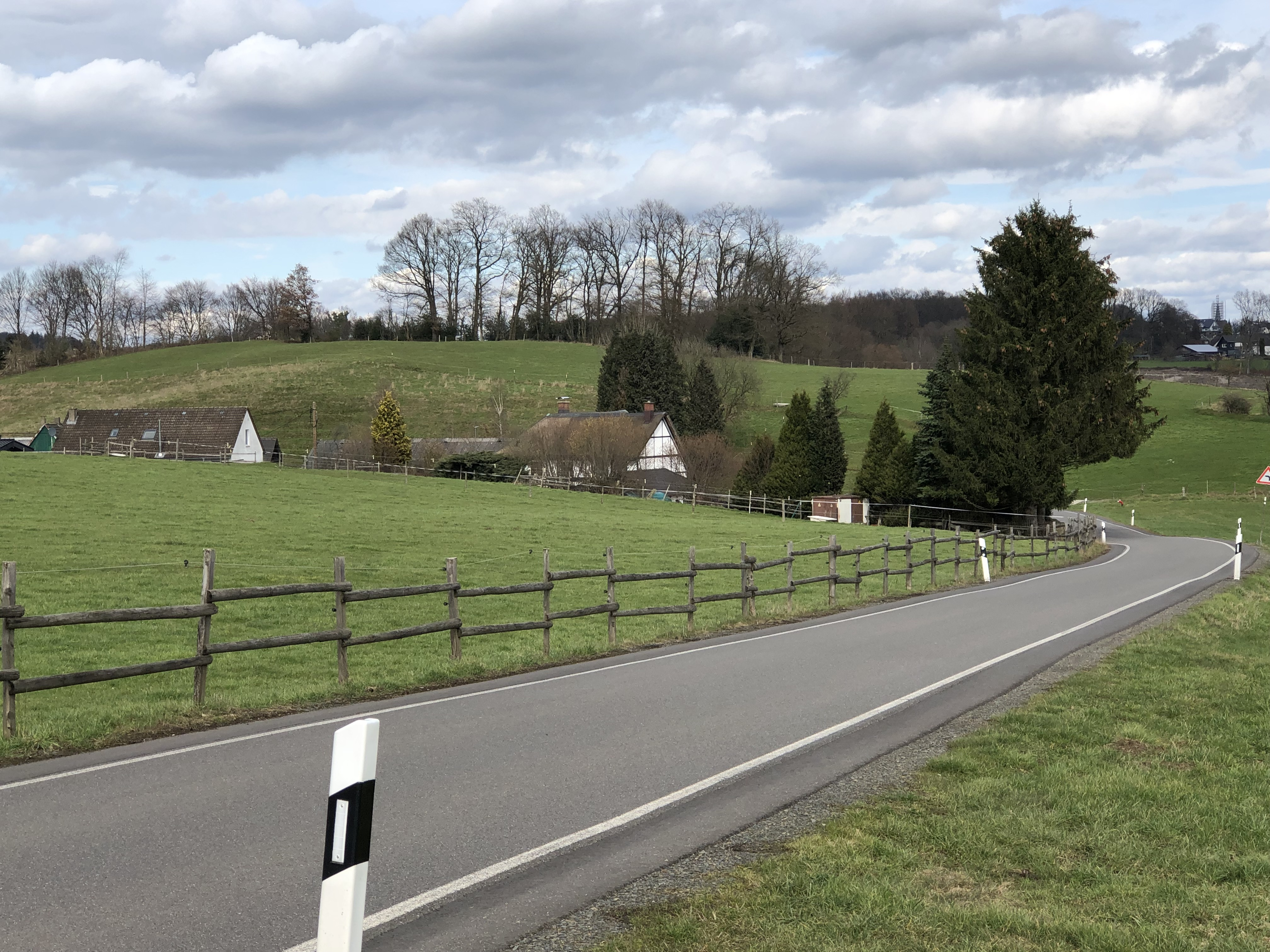
Вид со стороны Пеффековена
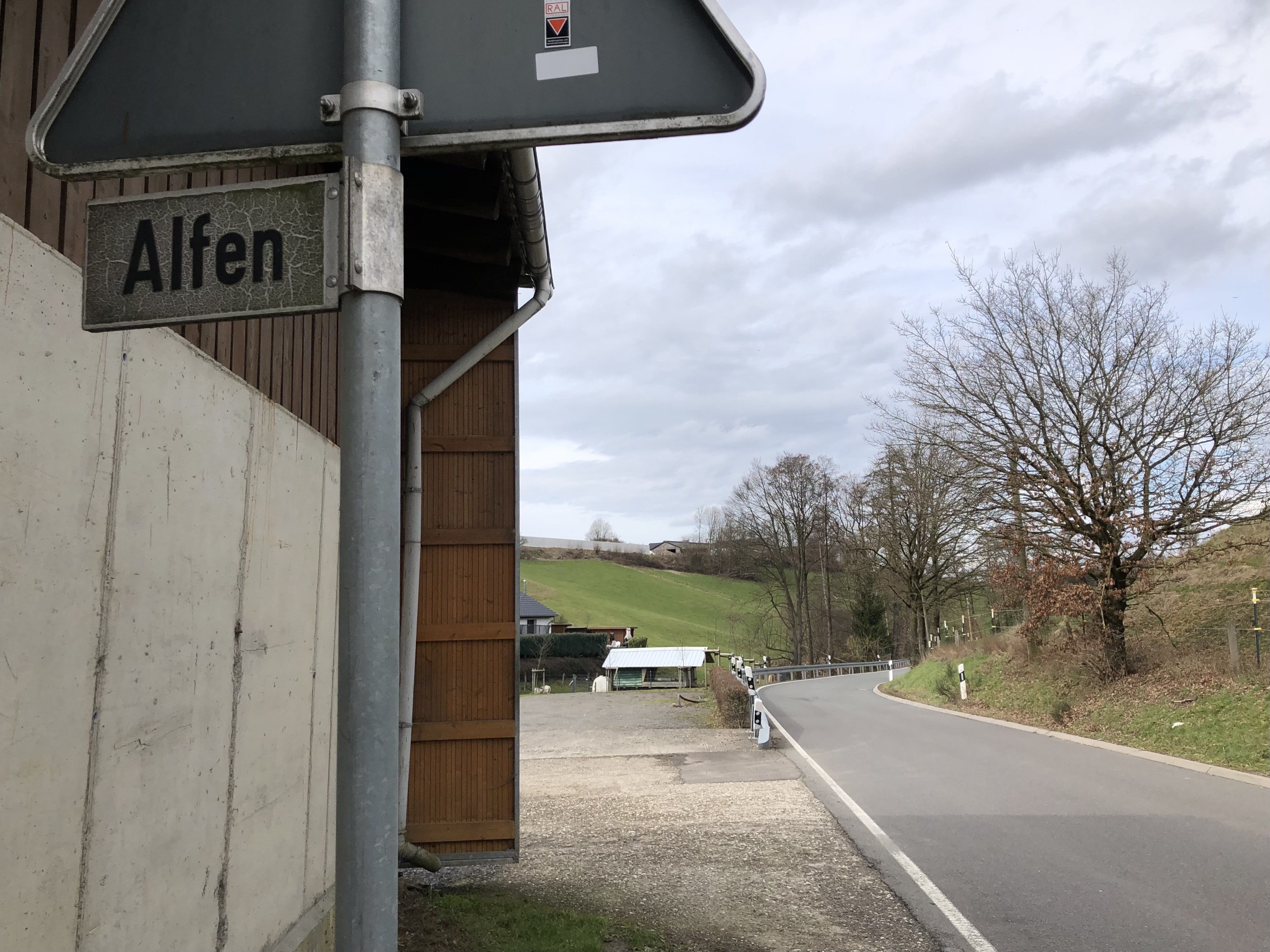
Около зданий 7 и 8.

Придорожный крест 1920 года
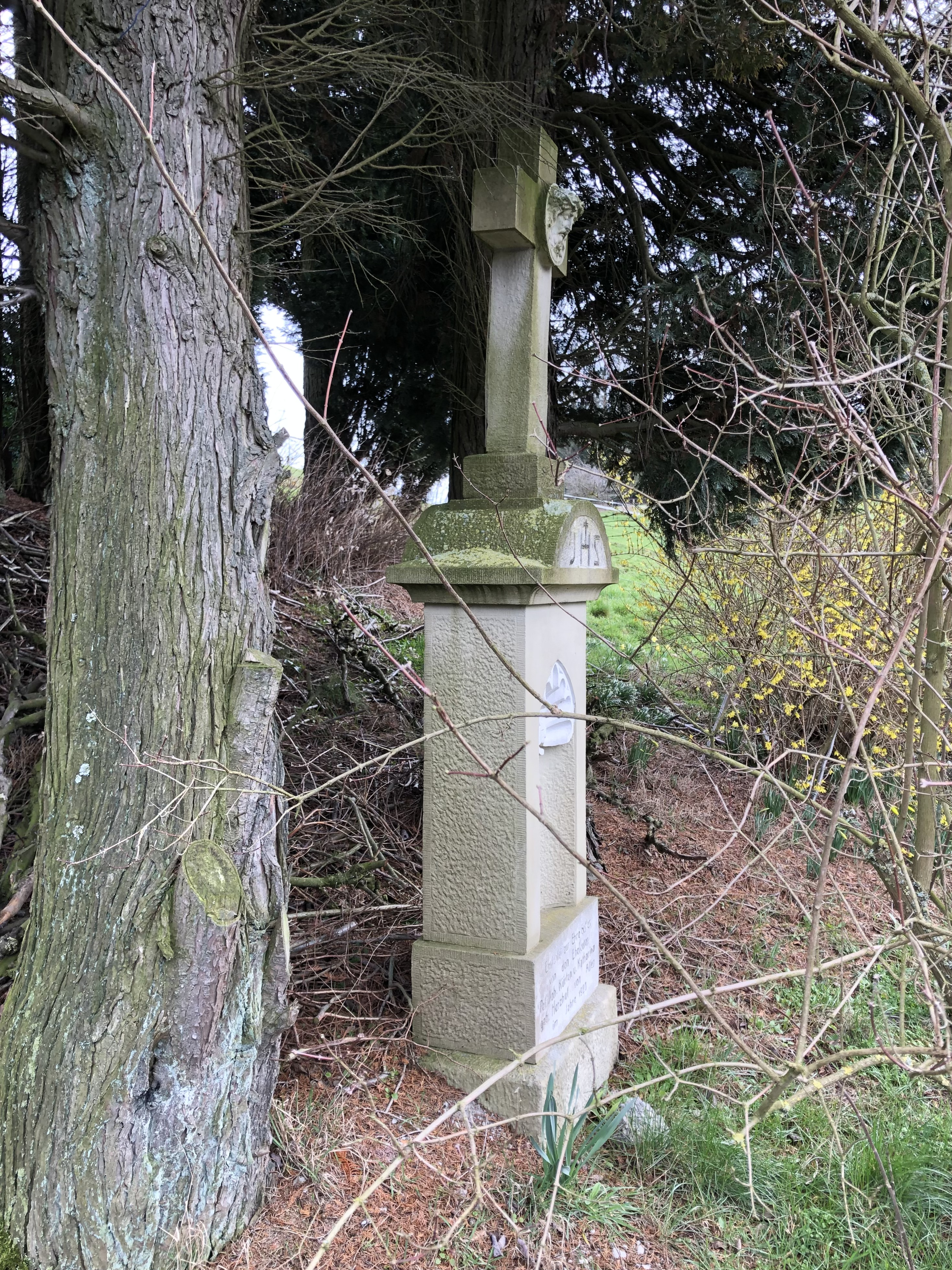
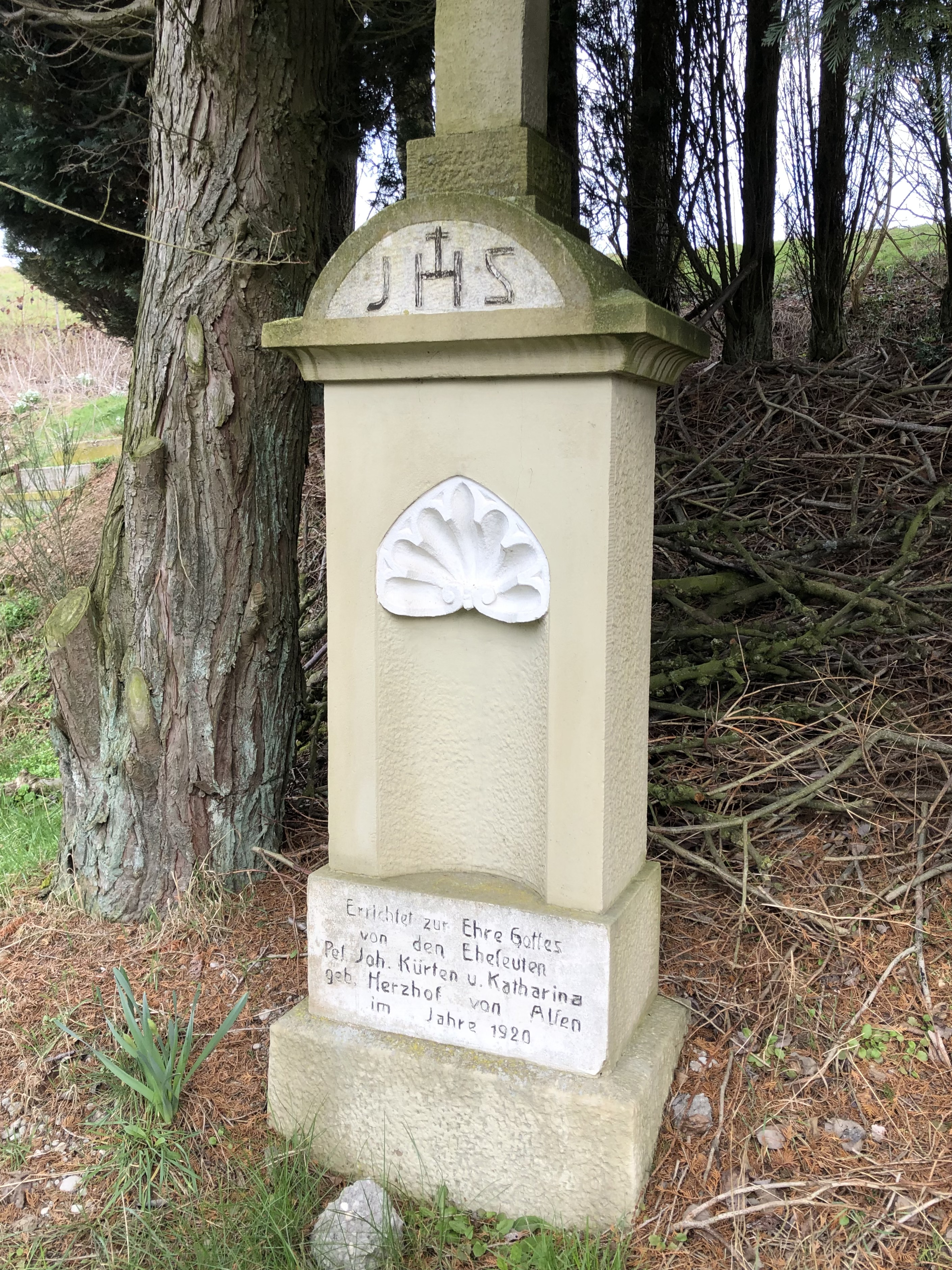
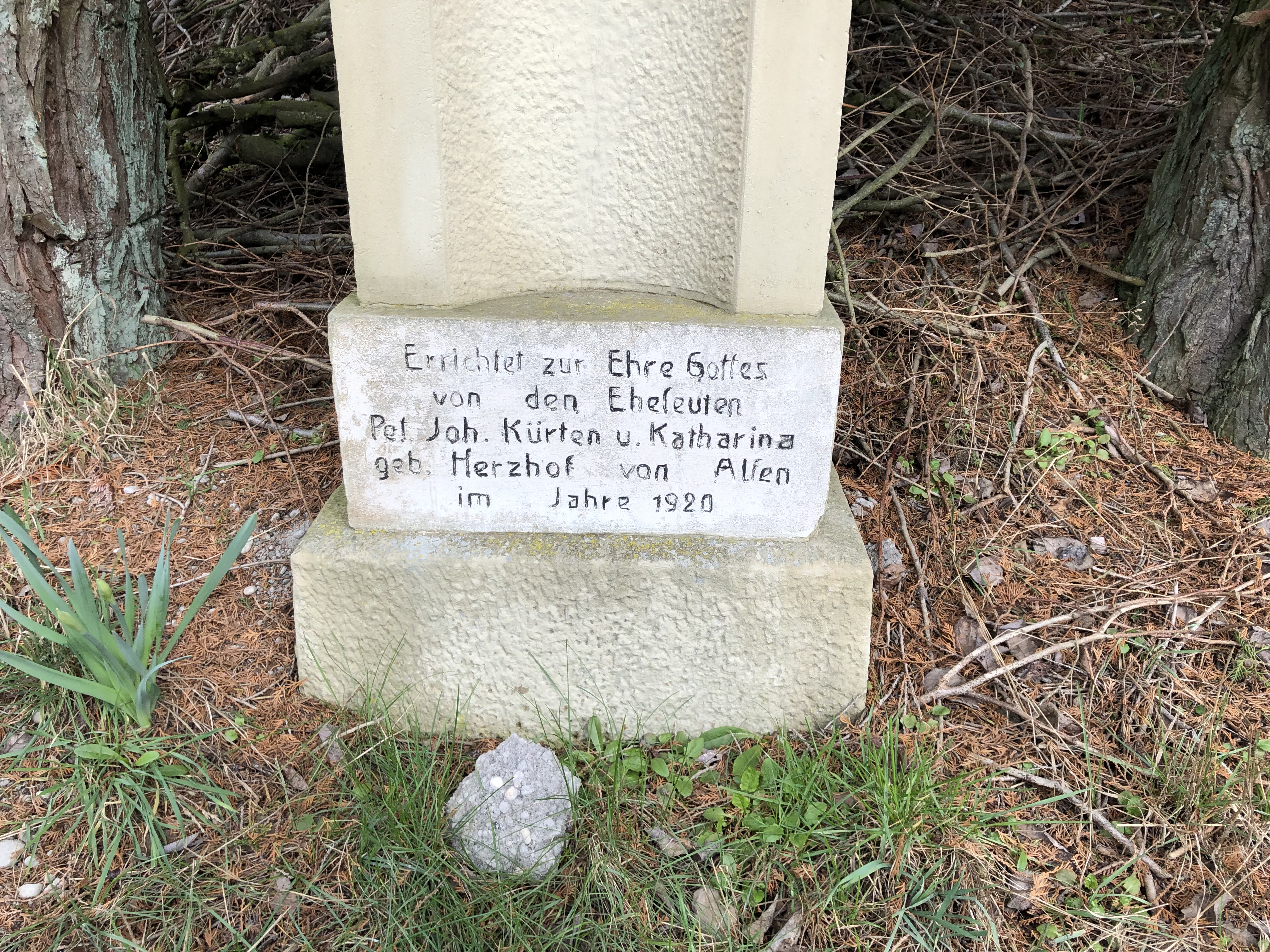
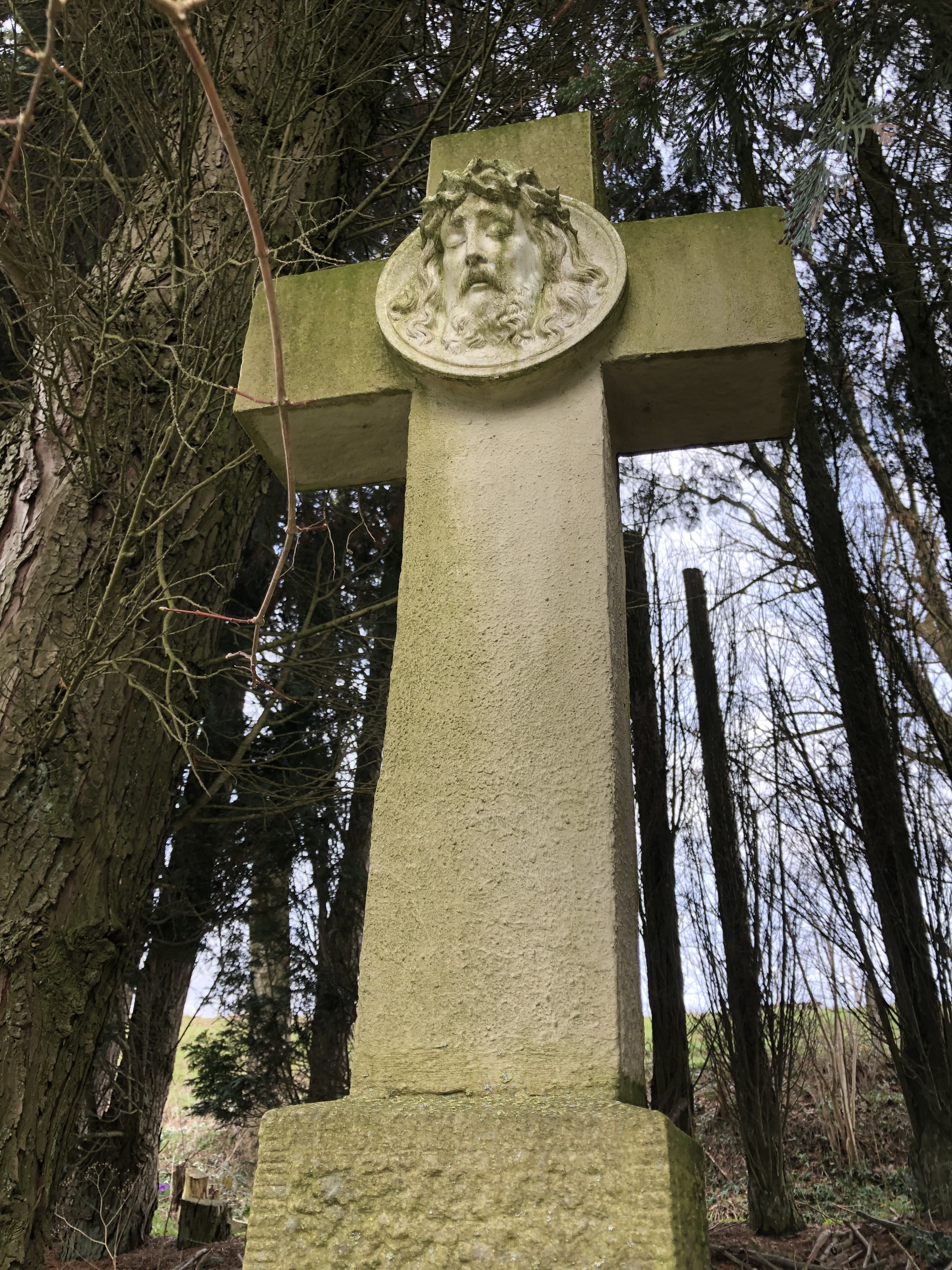